# Autoridad Federal de Tecnologías de la Información y las Comunicaciones

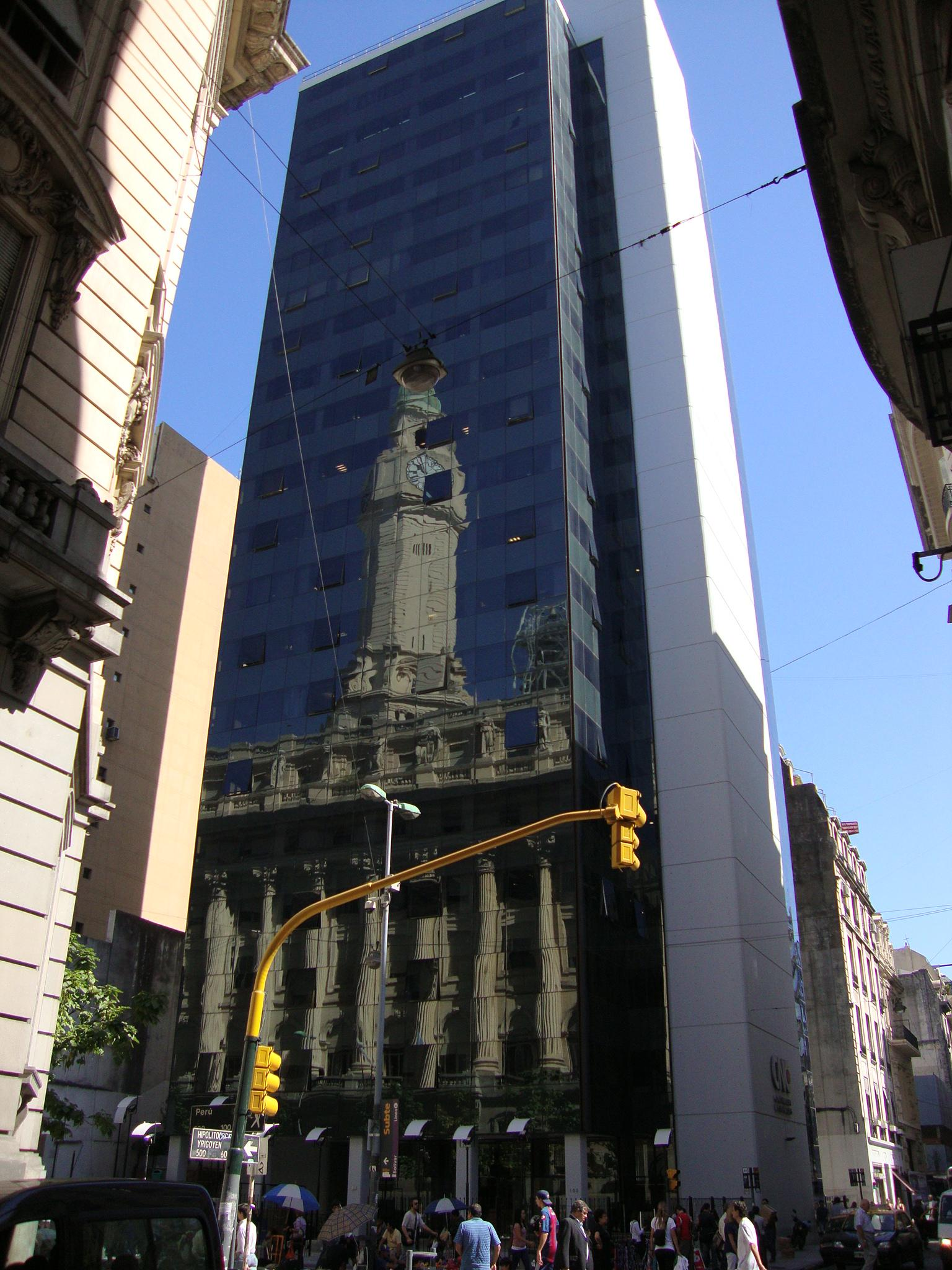
Sede de la AFTIC, en la calle Perú 103 de la Ciudad Autónoma de Buenos Aires, Argentina.

La Autoridad Federal de Tecnologías de la Información y las Comunicaciones (AFTIC) fue un organismo público de Argentina, creado en 2014 para asegurar el desarrollo de las Tecnologías de la Información y las Comunicaciones (TIC) en toda el territorio argentino para garantizar el acceso a todos los ciudadanos. En 2016 fue fusionado con la AFSCA dando origen al Ente Nacional de Comunicaciones (ENACOM).

## Historia

### Creación
AFTIC fue creada el 6 de diciembre de 2014, durante el mandato de la presidenta Cristina Fernández de Kirchner, por Ley 27.078 “Argentina Digital” aprobada en el Congreso de la Nación Argentina, sin embargo, fue presentada recién el 30 de abril de 2015, siendo puesta en funcionamiento 30 días después.
Según indicaba la Ley "Argentina Digital", el Directorio de AFTIC estaba compuesto por dos directores elegidos por el Poder Ejecutivo, tres directores elegidos en representación de las primeras minorías del Poder Legislativo, un director elegido por los representantes de los 24 distritos del país (las 23 provincias y la Ciudad de Buenos Aires) y un director en representación del Consejo Federal de las Tecnologías de las Telecomunicaciones y la Digitalización. Al frente de todo ese organismo, fue designado Norberto Berner, quien hasta ese momento se desempeñaba como Secretario de Comunicaciones.
Este organismo absorbió las facultades de la Secretaría de Comunicaciones de la Nación y la Comisión Nacional de Comunicaciones (CNC), integra a las empresas nacionales AR-SAT y el Correo Oficial de la República Argentina e incluye a los Programas Argentina Conectada y Servicio Universal, con el objetivo de asegurar el derecho humano a las comunicaciones y fomentar la independencia tecnológica y productiva.

### Intervención
El 23 de diciembre de 2015, el por entonces recién asumido presidente Mauricio Macri ordenó mediante el DNU 243 intervenir la Autoridad Federal de Servicios de Comunicación Audiovisual (AFSCA) y la Autoridad Federal de Tecnologías de la Información y las Comunicaciones (AFTIC). Los organismos estaban conducidos, según lo establece la Ley de Servicios de Comunicación Audiovisual, por directorios cuyo mandato finalizaba en 2017, integrado por representantes del Poder Ejecutivo, del Parlamento y de las Universidades, que fueron depuestos de sus cargos. En la AFTIC Macri designó a Agustín Garzón. La intervención se realizó durante la mañana, en horas de la noche del miércoles hubo un inesperado corte de luz en todos los pisos de la Aftic.
En contra de la intervención se pronunciaron el Sindicato de Televisión (SATSAID) y la Asociación Argentina de Actores que sostuvieron que implicaba una "violación flagrante" de la ley 26.522 de Servicios de Comunicación Audiovisual. La Asamblea Permanente por los Derechos Humanos repudió la intervención diciendo que "pone en vilo la calidad institucional de nuestro país" y exhortó a Macri a derogar el decreto. También repudiaron la decisión la Federación Argentina de Trabajadores de Prensa (FATPREN), los sindicatos de prensa de Río Negro, Buenos Aires, y Rosario (FETRACCOM-CTA)  y la Facultad de Ciencias Sociales de la Universidad de Buenos Aires.
En la Organización de Estados Americanos (OEA) el relator especial para la Libertad de Expresión Edison Lanza, se mostró crítico de la decisión tomada por el gobierno macrista y afirmó que el organismo está "observando de cerca la situación de Argentina". La Defensora del Público, Cinthia Ottaviano, reclamó una reunión urgente de la OEA y la intervención de la CIDH dado que se “vulneran los estándares internacionales en materia de autonomía, independencia y pluralidad”. También generó el repudio del CELS, la APDH, la Defensoría del Público y legisladores de izquierda.

### Fusión con AFSCA
En enero de 2016 mediante otro decreto presidencial de necesidad y urgencia se fusiona con la Autoridad Federal de Servicios de Comunicación Audiovisual dando origen al Ente Nacional de Comunicaciones bajo la órbita del Ministerio de Comunicaciones.

## Organización
La AFTIC quedó constituida por un Directorio de siete miembros y un Consejo Federal de las Tecnologías de las Telecomunicaciones y la Digitalización que quedaría encargado de colaborar, asesorar y velar por el cumplimiento de la ley.
Según la ley debían asumir el compromiso de impulsar la actualización tecnológica, promoviendo la convergencia estatal favoreciendo la sinergia entre organismos, empresas nacionales y programas relativos a la conectividad.
En este consejo participaban representantes de las universidades, los sindicatos y las provincias. En su lugar, crea un nuevo ente, el Enacom, que estará subordinado al Ejecutivo.

## Funciones
La AFTIC tuvo como funciones:
- Regularización
- Control
- Fiscalización y verificación en materia de:
  - TIC en general
  - Telecomunicaciones
  - Servicio postal
  - Materias que se integren a su órbita.